# 青木幸太郎
青木 幸太郎（あおき こうたろう、1984年5月8日 - ）は、福岡県出身の競艇選手。登録番号4314。身長168cm。血液型B型。95期。妻に同じ競艇選手の魚谷香織（登録番号4347）、同期に峰竜太、海野康志郎、西村美智子らがいる。

## 来歴
- やまと競艇学校時代、リーグ戦勝率5.47（準優出0　優出2）の成績を残した。
- 2004年11月17日、若松競艇場でデビュー（6着）。
- 2005年1月20日、児島競艇場での「備南競艇事業組合 29周年記念競走」2日目2Rで初勝利（33走目）。
- 2010年1月19日、浜名湖競艇場での「G1共同通信社杯 第24回新鋭王座決定戦競走」にG1初出場。
- 2010年2月13日、唐津競艇場での「G1第56回九州地区選手権競走」3日目7RでG1初勝利[1]。
- 2012年7月9日、児島競艇場での「報知新聞創刊 140周年記念競走」で初優勝（優出22回目）。